# Kanton Faverges-Seythenex
Faverges-Seythenex ( tot het decreet van 5 maart 2020 Kanton Faverges ) is een kanton van het Franse departement Haute-Savoie. Het maakt deel uit van het arrondissement Annecy en telt 40.882 inwoners in 2018.

## Gemeenten
Het kanton Faverges omvatte tot 2014 de volgende 10 gemeenten:
- Chevaline
- Cons-Sainte-Colombe
- Doussard
- Faverges (hoofdplaats)
- Giez
- Lathuile
- Marlens
- Montmin
- Saint-Ferréol
- Seythenex

Bij de herindeling van de kantons door het decreet van 13 februari 2014, met uitwerking op 22 maart 2015, werden daar 17 gemeenten aan toegevoegd, waaronder alle gemeenten van het opgeheven kanton Thônes.

Op 1 januari 2016 werden:
- de gemeenten Faverges en Seythenex samengevoegd tot de fusiegemeente (commune nouvelle) Faverges-Seythenex, tevens hoofdplaats van het kanton.
- de gemeenten Cons-Sainte-Colombe en Marlens samengevoegd tot de fusiegemeente (commune nouvelle) Val de Chaise
- de gemeenten Talloires en Montmin samengevoegd tot de fusiegemeente (commune nouvelle) Talloires-Montmin

Op 1 januari 2019 werden de gemeenten Le Petit-Bornand-les-Glières en Entremont samengevoegd tot de fusiegemeente (commune nouvelle) Glières-Val-de-Borne, die bij decreet van  maart 2020 in haar geheel bij het kanton Bonneville werd ingedeeld.
Sindsdien omvat het kanton volgende 23 gemeenten:
- Alex
- La Balme-de-Thuy
- Bluffy
- Le Bouchet-Mont-Charvin
- Chevaline
- Les Clefs
- La Clusaz
- Dingy-Saint-Clair
- Doussard
- Faverges-Seythenex
- Giez
- Le Grand-Bornand
- Lathuile
- Manigod
- Menthon-Saint-Bernard
- Saint-Ferréol
- Saint-Jean-de-Sixt
- Serraval
- Talloires-Montmin
- Thônes
- Val de Chaise
- Veyrier-du-Lac
- Les Villards-sur-Thônes